# 徐涞定联合县
徐涞定联合县，中国旧县名。
北岳抗日根据地设。1943年由河北省徐水、涞水、定兴三县析置。以三县首字为名。1945年撤销，仍归各县。 